# Platyrhynque à gorge jaune
Platyrinchus flavigularis
Ne doit pas être confondu avec Platyrhynque à poitrine jaune.
Espèce
Statut de conservation UICN

 LC  : Préoccupation mineure
Le Platyrhynque à gorge jaune (Platyrinchus flavigularis), aussi appelé Bec-plat à gorge jaune, est une espèce de passereau de la famille des Tyrannidae,.

## Systématique et distribution
Cet oiseau est représenté par deux sous-espèces selon la classification de référence du Congrès ornithologique international (version 9.1, 2019) :
- Platyrinchus flavigularis flavigularis Sclater, PL, 1862 : dans les Andes, en Colombie et de l'ouest du Venezuela au sud-est du Pérou (département de Cuzco) ;
- Platyrinchus flavigularis vividus Phelps & Phelps Jr, 1952 : serranía de Perijá (frontière entre la Colombie et le Venezuela)[1],[2],[4].